# William Chappell
William Evelyn Chappell (Wolverhampton, 27 settembre 1907 – Rye, 1º gennaio 1994) è stato un ballerino, scenografo, attore, costumista e regista teatrale britannico.

## Biografia
William Chappell nacque a Wolverhampton, figlio di Edith Blair-Staples e dell'impresario teatrale Archibald Chappell. Iniziò a studiare danza all'età di diciassette anni sotto la supervisione di Marie Rambert, che conobbe grazie all'amico Frederick Ashton. Successivamente trascorse due anni con la compagnia di Ida Rubinštejn, con cui danzò in tutta Europa sotto la direzione di Léonide Massine e Bronislava Nižinskaja. Nel 1929 tornò a Londra e fu scritturato dalla compagnia della Rambert e dal Vic-Wells Ballet di Ninette de Valois. Durante gli anni trenta danzò nel cast originale in occasione delle prime di diversi balletti di Ashton e de Valois, oltre a danzare due ruoli originati da Vaclav Nižinskij: quello della rosa ne Le Spectre de la rose e il fauno ne Il pomeriggio di un fauno.
Parallelamente alla carriera sulle scene, Chappell - incoraggiato da Marie Rambert - lavorò anche come scenografo per diversi balletti della compagnia, tra cui la Lisitrata di Antony Tudor, allestimenti di Giselle e Coppélia per il Teatro Sadler's Wells, Lo schiaccianoci per il Ballet Russe de Monte Carlo e alcune delle prime opere di Ashton e de Valois. Dopo lo scoppio della seconda guerra mondiale fu uno dei primi ballerini di alto profilo ad arruolarsi volontariamente e trascorse parte del conflitto nell'Africa settentrionale combattendo come secondo tenente.
A partire dagli anni cinquanta cominciò a lavorare come regista di riviste, musical e commedie sulle scene del West End, dirigendo opere di Richard Brinsley Sheridan, Noel Coward e George Farquhar con attori di alto profilo come Vivien Leigh, Laurence Harvey e Paul Scofield. Nel 1955 lavorò come assistente alla regia di Orson Welles in Moby Dick a Duke of York's Theatre e nel 1962 Welles lo diresse nel film Il processo. Sempre durante gli anni sessanta scrisse il libretto dell'opera Violins of St Jacques (1966) e curò regia e scenografie per Fairy Queen (London Opera Centre, 1974) e Le nozze di Figaro (Sadler's Wells, 1974). Il suo ultimo lavoro si successo furono i costumi per il balletto di Ashton Rhapsody, rimasti nel repertorio della Royal Opera House per oltre quattro decenni.

## Filmografia (parziale)

### Attore
- Flesh and Blood, regia di Anthony Kimmins (1951)
- Il processo (The Trial), regia di Orson Welles (1962)

### Costumista
- Tutto mi accusa (The Winslow Boy), regia di Anthony Asquith (1948)

## Doppiatori italiani
- Gianfranco Bellini ne Il processo